# Dánjal á Neystabø
Dánjal Dam á Neystabø (født 1979) er en færøsk musiker, sanger, sangskriver og skuespiller. Han er bl.a. kendt som en af medlemmerne i det nordiske band Dánjal . På Færøerne er han også kendt for at optræde med Ævintýraferðin (Eventyrrejse), som han har opført i flere år sammen med Búi Dam. Eventyrrejsen er for børn og er baseret på sjove sange, som bl.a. handler om fantasivæsener. En sang, som har været meget populær på Færøerne, er sangen Grækaris Græshøvd (Grækaris Græshoved), som handler om en person som hedder Grækaris. Han har en have på sit hoved, og i haven græsser køer og andre dyr. I forbindelse med Eventyrrejserne har Dánjal og Búi Dam udgivet flere albums. De har bl.a. optrådt rundt omkring på skolerne og i Thorshavn ved Ólavsøka (Olaj, som er Færøernes nationaldag i slutningen af juli).. Dánjal er forhenværende medlem af det færøske band Tangz, som blev nummer tre til Prix Føroyar i 2001 (Prix Føroyar var en færøsk sangtalent-konkurrence, som ikke eksisterer længere). Dánjal er søn af Helena Dam á Neystabø', som var Færøernes kulturminister 2008-11.

## Bandet Dánjal
I juni 2012 udgav bandet Dánjal albummet The Bubble, som modtog fem nomineringer til Danish Music Awards Folk, som blev afholdt i november 2012. Bandet blev også nomineret til fekk Danish Music Awards World 2012 i kategorien "Bedste live act". I 2013 har bandet Dánjal været rundt på tourne og optrådt til forskellige festivaler i Norge, Sverige, Tjekkiet og i Danmark. De skal også optræde til Bólkinum G! festivalen på Færøerne i juli 2013. Bandet Dánjal's medlemmer kommer fra fire forskellige nordiske lande: Danmark, Færøerne, Sverige og Finland. Medlemmerne er: Dánjal á Neystabø, Kim Nyberg, Annika Jessen, Sidse Holte, Stephan Sieben, Erik Olevik og Ulrik Brohuus. Bandet har planlagt at udgive et nyt album i oktober 2013. De har offentliggjort en single fra det nye album, som kaldes Raindrops.

## Albums

### Udgivet med bandet Dánjal
- 2009 – The Palace, TUTL & Peregrina Music
- 2012 – The Bubble, Tutl[9] & Peregrina Music

### Ævintýraferðin – sammen med Búi Dam
- 2005 – Hvat er hattar? – Ævintýraferðin 2005[10]
- 2006 – Alt ber til – Ævintýraferðin 2006
- 2007 – Ævintýraferðin 2007 – Finnur uppá
- 2010 – Buldrist til tit brotna, klemmist til tit koppa
- 2011 – Ævintýraferðin 2011

#### Ævintýraferðin – Opsamlingsalbums
- 2010 – Popp List 9
- 2012 – Tað mesta av tí besta

### Med bandet Tangz
- 1999 – Prix ‘99 sang nr. 7.
- 2001 – Prix Føroyar 2001 sang nr. 3.
- 2003 – Ung um aldamótið II cd1/sang nr. 4.

## Priser, nomineringer og legater
- 2015 - Et-årigt arbejdslegat fra Mentanargrunnur Landsins[11]

### Sammen med Búi Dam – Ævintýraferðin (Eventyrrejsen)
- 2009 – Barnamentanarheiðursløn Tórshavnar býráðs (Thorshavns byråds kulturpris)

### Med bandet Dánjal
- 2012 – Nomineret til Danish Music Awards Folk i kategorien Bedste danske album, The Bubble
- 2012 – Nomineret til Danish Music Awards Folk i kategorien Bedste sang, "Bring Me Along"
- 2012 – Nomineret til Danish Music Awards Folk i kategorien Bedste sangskriver
- 2012 – Nomineret til Danish Music Awards Folk i kategorien Årets talent
- 2012 – Nomineret til Danish Music Awards Folk i kategorien Bedste live act
- 2012 – Nomineret til Danish Music Awards World i kategorien Bedste live act[12]

### Med bandet Tangz
- 2001 – Nummer tre til Prix Føroyar

## Eksterne links
- Dánjal's officielle hjemmeside (band) Arkiveret 5. juni 2013 hos  Wayback Machine
- Artiklen har ingen egenskaber for filmpersondatabaser i Wikidata